# 다큐 사건파일
《다큐 사건파일》은 대한민국의 SBS에 방송되었던 교양 범죄지대(재연극) 프로그램이다.

## 방송 시간
| 방송 채널 | 방송 기간                         | 방송 시간                       |
| --------- | --------------------------------- | ------------------------------- |
| SBS TV    | 1998년 3월 5일 ~ 1998년 5월 14일  | 매주 목요일 저녁 7시 10분 ~ 8시 |
| SBS TV    | 1998년 5월 26일 ~ 1998년 9월 22일 | 매주 화요일 저녁 7시 10분 ~ 8시 |

## 에피소드 목록 (1998년)
- 3월 5일 - ①나홀로 경찰, ②그녀의 이중생활
- 8월 4일 - ①우리는 너희가 한 일을 다 보았다, ②립스틱 바르는 남자, ③배반의 바다
- 8월 18일 - ①장바구니를 든 도둑, ②영웅의 꿈, ③신혼부부 킬러
- 9월 1일 - ①무늬한 남자, ②이 여자가 사는 법, ③패자부활전
- 9월 22일 - ①잘못된 만남, ②할머니만 오세요, ③대도의 비밀

## 진행자
- 엄상익

## 참고 사항
- 이 프로그램은 실제 사건을 바탕으로 재구성한 것이다.
- 시청자 단체에 비판이 제기되었으며, 이 프로그램을 폐지하였다.

## 같이 보기
- 추적! 사건과 사람들
- 경찰청 사람들 (문화방송)